# Entosthodon holstii
Entosthodon holstii är en bladmossart som beskrevs av Jean Édouard Gabriel Narcisse Paris 1896. Entosthodon holstii ingår i släktet koppmossor, och familjen Funariaceae. Inga underarter finns listade i Catalogue of Life.